# Gran Consiglio (Ginevra)
Il Gran Consiglio del Canton Ginevra (in francese Grand Conseil du canton de Genève) è il parlamento del Canton Ginevra. Ha sede a Ginevra.

## Composizione
Il Gran Consiglio è composto da 100 deputati, eletti ogni cinque anni con un sistema proporzionale. La carica è incompatibile con l'elezione al Consiglio nazionale o al Consiglio degli Stati, con incarichi nella magistratura o nella Corte dei conti, in caso di stretta collaborazione con membri dell'esecutivo, con la segreteria del Gran Consiglio, e in caso di una posizione dirigenziale nell'amministrazione cantonale o in istituti autonomi di diritto pubblico.

## Mansioni
Il Gran Consiglio dispone del potere legislativo: approva le leggi e il bilancio, stabilisce le imposte, ratifica le convenzioni intercantonali, e esercita l’alta vigilanza sull'amministrazione e il governo cantonale. Ha inoltre il potere di approvare l'alienazione di certi beni pubblici, di esercitare il diritto di grazia e di promulgare amnistie.